# コートレット
コートレット (フランス語: côtelette) は、フランス語で diminutif de côte 、牛・豚・羊などのあばら肉（côte）を小分けにした、「スライスした骨付きばら肉」の意味の言葉である（鶏は鶏肋の言葉通り、切り分けるほどの大きなあばら肉はない）。このような切身肉を英語ではチョップ（meat chop）という。転じてこれらの切身肉を使った料理を指すようになった。
よく知られるのは、スライスした仔牛肉（veau）にパン粉をつけて炒め焼きするフランス料理である。日本のカツレツの原型になった。コートレット・ド・ヴォー (フランス語: côtelette de veau) ともいう。

## 調理方法
1. まず、仔牛肉を薄く叩き伸ばす[1]。
2. 次に、小麦粉をまぶして溶き卵をくぐらせてから、パン粉を付着させる[1]。
3. 最後に、多量のバターで炒め焼きにする[1]。

パン粉は、硬くなったフランスパンをおろしがねでおろして作る。また、完成した料理には、調味料としてデミグラスソースをかける。

## 世界のコートレット
発祥国のフランスでは、すでにコートレットはあまり見かけない料理になっているが、エスカロープ（骨なし薄切り肉・魚）を用いた料理が広く賞味され、同様に扱われている。
イタリア料理のコトレッタ・アッラ・ミラネーゼ（エスカロープ・ア・ラ・ミラネーゼ）、オーストリア料理のウインナー・シュニッツェル（エスカロープ・ア・ラ・ヴィエノーゼ）、エスカロープ・パリジェンヌ、コルドン・ブルーなどは、コートレットとほぼ同様の料理である。
日本のカツレツは、コートレットを日本風にした洋食である。カツレツという語はコートレットがなまって命名された。開国したばかりの明治時代の日本では、コートレットを見よう見まねで作る中で鶏肉や牛肉を使うようになった。コートレットは日本人の舌には油が強すぎたため、油切れの良い天ぷらのような多量の油で揚げる方式に変化し、食感をよくするためにパン粉も粒の大きなものが使われるようになった。さらに、薄切りをやめて厚切りの豚肉を使うなどしてカツレツを日本人好みに改良した料理が豚カツである。

## ギャラリー

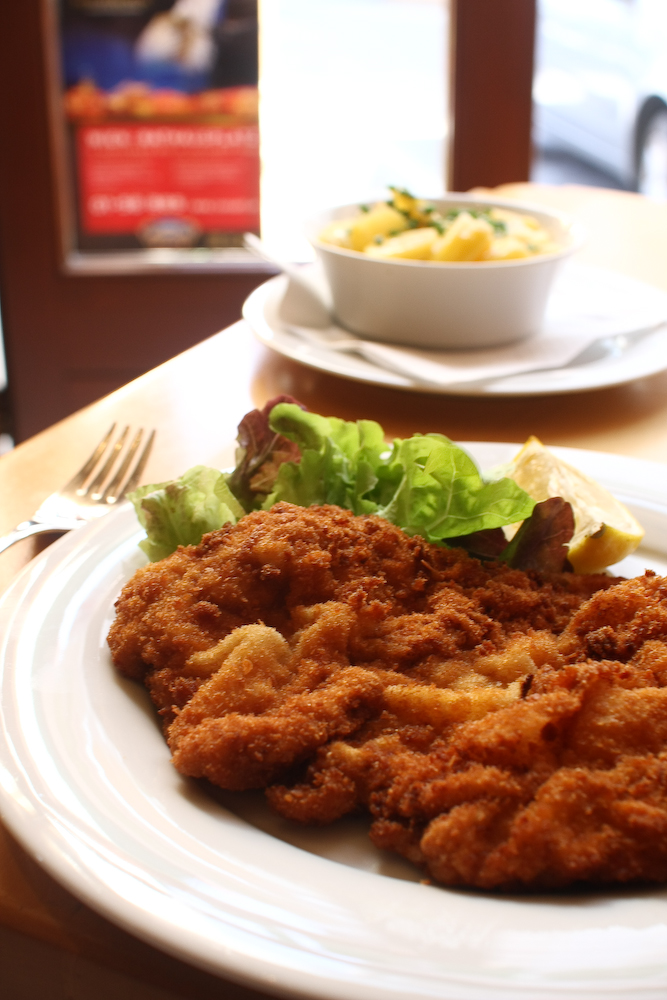
ウインナー・シュニッツェル
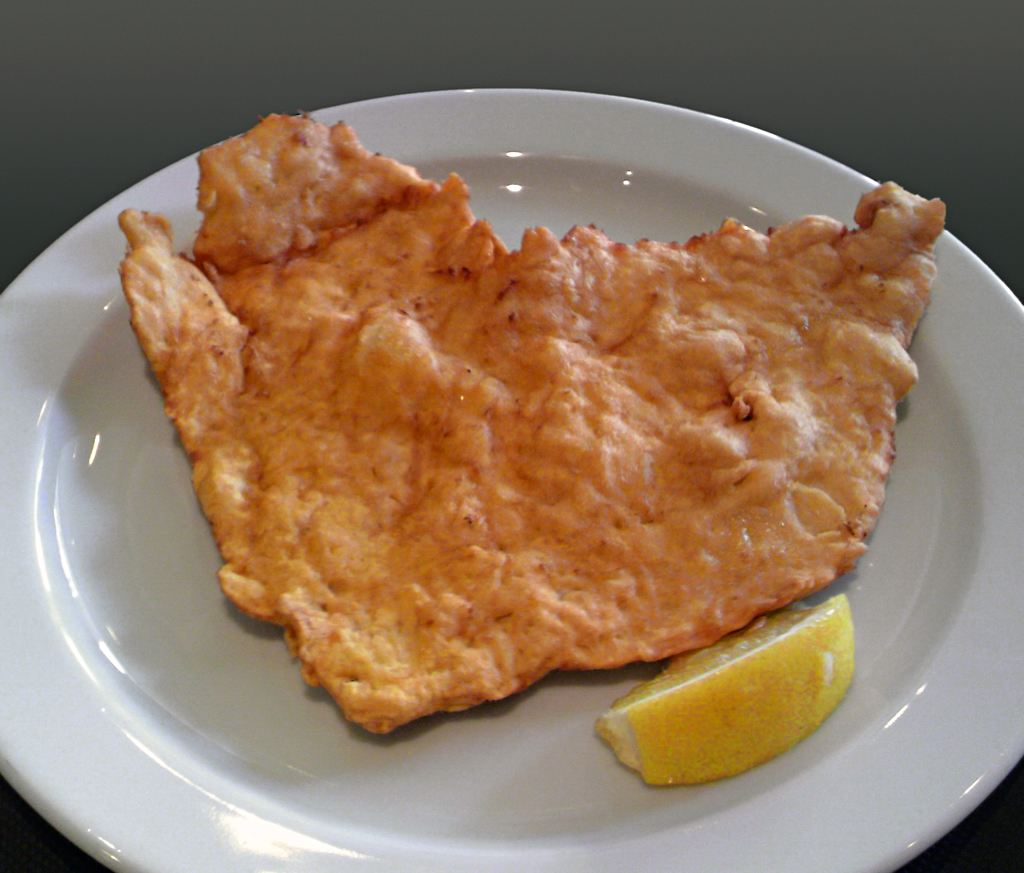
エスカロープ・パリジェンヌ
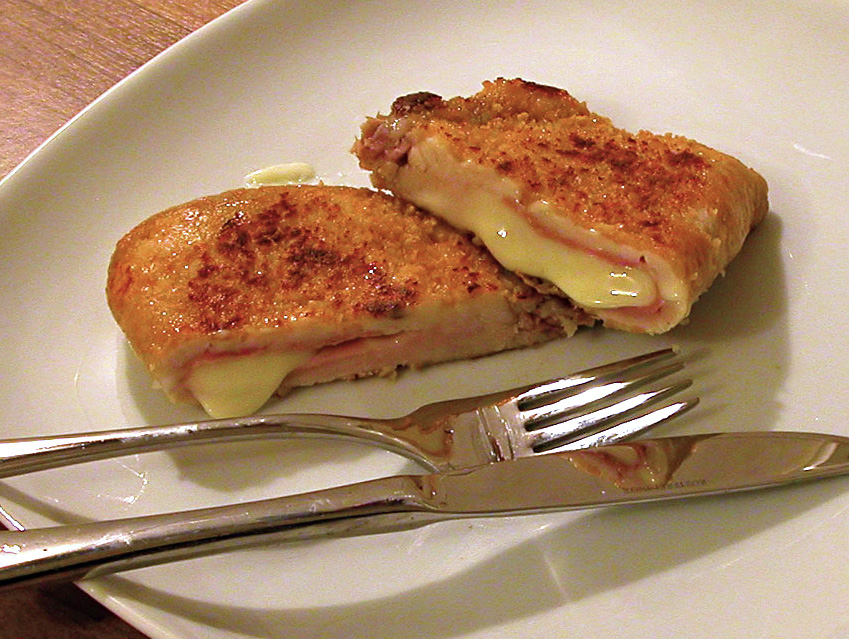
コルドン・ブルー